# Важенин, Александр Иванович
Александр Иванович Важенин (22 ноября 1909, Кипель, Оренбургская губерния — неизвестно) — советский военачальник, участник освободительного похода РККА в Западную Украину и Западную Белоруссию и Великой Отечественной войны, гвардии полковник (1943).

## Биография
Александр Важенин родился 22 ноября 1909 года в селе Кипель Кипельской волости Челябинского уезда Оренбургской губернии, ныне село — административный центр Кипельского сельсовета Юргамышского района Курганской области. Русский.
До марта 1927 года был рабочим зерносушилки на станции Юргамыш.
С марта по август 1927 года — весовщик мясокомбината, чернорабочий кожевенного завода в городе Омске.
С августа 1927 по январь 1929 года — чернорабочий сырьевой базы в г. Баку.
С января 1929 по ноябрь 1930 года — рабочий столярной мастерской на станции Юргамыш.
В ноябре 1930 года добровольцем вступил в Рабоче-крестьянскую Красную Армию и направлен в 4-й Краснознаменный полк войск ОГПУ в город Харьков, оттуда переведён в 5-й отдельный кавалерийский дивизионе войск ОГПУ в город Днепропетровск.
С декабря 1930 по сентябрь 1931 года — курсант, окончил полковую школу младшего начсостава при 6-м кавалерийском полку войск ОГПУ в городе Харькове.
С сентября 1931 по январь 1932 года — командир отделения 5-го отдельного кавалерийского дивизиона войск ОГПУ в городе Днепропетровске, затем был помощником командира взвода, старшиной эскадрона, командиром взвода 12-го кавалерийского полка войск ОГПУ городе Киеве.
С января 1932 по август 1933 года участвовал в боях с бандитами в районе г. Моздок.
В 1932 году вступил в ВКП(б), в 1952 году партия переименована в КПСС.
В 1933—1935 годах — курсант, окончил 2-ю объединённую пограничную школу им. Ф. Э. Дзержинского в городе Харькове.
С ноября 1935 по январь 1937 года — командир учебного взвода 50-го Зайсанского пограничного отряда войск НКВД.
С января по ноябрь 1937 года — командир взвода 14-го отдельного кавалерийского полка войск НКВД в городе Акмолинске.
С ноября 1937 по апрель 1938 года — помощник начальника 2-го отделения штаба 50-го Зайсанского пограничного отряда войск НКВД.
С апреля 1938 по сентябрь 1939 года — инструктор по мобилизационной работе 49-го Джаркентского пограничного отряда войск НКВД.
С сентября 1939 года — командир кавалерийского эскадрона, участвовал в освободительном походе РККА в Западную Украину и Западную Белоруссию, был ранен 29 сентября 1939 года. Затем был врид начальника 2-го отделения, затем начальник резервной погранзаставы 49-го Джаркентского пограничного отряда войск НКВД.
С октября 1940 года — начальник штаба пограничной комендатуры № 2 49-го Джаркентского пограничного отряда войск НКВД.
23 июля 1941 года старший лейтенант А. Важенин откомандирован в распоряжении командира формируемой дивизии НКВД, город Владимир. Был назначен помощником начальника штаба 942-го стрелкового полка 268-й стрелковой дивизии, которая формировалась в городе Загорске. Дивизия в составе 8-й армии Северного фронта с 6 августа 1941 года участвовала в боях в районе Раквере, в бою за станцию Кабола А. Важенин был вынужден принять командование батальоном полка вместо убитого командира. 12 августа 1941 года капитан А. Важенин был ранен и эвакуирован в госпиталь.
В октябре 1941 года он был назначен помощником начальника 1-го (оперативного) отделения штаба 268-й стрелковой дивизии, которая была в составе 55-й армии. В январе 1942 года вступил в должность начальника оперативного отделения штаба дивизии, а с марта стал командиром 947-го стрелкового полка. С 23 июля дивизия принимала участие в Синявинской наступательной операции. 13 августа 1942 года был легко ранен.
8 января 1943 года 268-я стрелковая дивизия была включена в 67-ю армию и участвовала в прорыве блокады Ленинграда. В середине июля 1943 года она была переброшена в район Синявино и участвовала в Мгинской наступательной операции. С 21 января 1944 года части дивизии принимали участие в Ленинградско-Новгородской операции.
В нюне 1944 года полковник А. Важенин был назначен на должность заместителя командира 268-й стрелковой Мгинской Краснознаменной дивизии, которая была переброшена на Карельский перешеек и в составе 21-й армии участвовала в Выборгской наступательной операции. 18 августа 1944 года дивизия была включена в состав 42-й армии 2-го Прибалтийского фронта и принимала участие в Мадонской и Рижской наступательных операциях, в боях по освобождению Латвийской ССР.
10 ноября 1944 года полковник А. Важенин был назначен командиром 268-й стрелковой дивизии, которая с 12 марта 1945 года в составе 10-й гвардейской армии 2-го Прибалтийского и Ленинградского (с 1 апреля) фронтов воевала против курляндской группировки противника. 22 апреля 1945 года дивизия была выведена в резерв Ставки ВГК и передислоцирована в Румынию, южнее Бухареста, где встретила окончание войны.
После войны полковник Важенин продолжал командовать этой же дивизией, с августа дивизия входила в состав Одесского военного округа.
В декабре 1945 года он назначен на должность заместителя командира 128-й гвардейской горнострелковой Туркестанской Краснознаменной дивизии Прикарпатского военного округа, а с февраля 1946 года был назначен командиром 315-го гвардейского горнострелкового Севастопольского Краснознаменного полка этой дивизии.
В 1948 году окончил курсы «Выстрел».
С 28 октября 1950 по ноябрь 1954 года был в загранкомандировке в должности военного советника при командире горнострелковой дивизии Вооружённых сил Румынии.
После возвращения в СССР в ноябре 1954 года был назначен военкомом военным комиссаром Закарпатской области.
В ноябре 1955 года был назначен исполняющим должность военного комиссара Житомирской области.
5 апреля 1957 года был уволен в запас.
В 1965 году был жив, дальнейшая судьба неизвестна.

## Награды
- Орден Ленина, 30 декабря 1956 года
- Орден Красного Знамени, дважды: 5 июня 1942 года[2], 17 мая 1951 года
- Орден Александра Невского, 6 февраля 1944 года[3]
- Орден Отечественной войны I степени, 15 апреля 1943 года[4]
- Орден Красной Звезды, 6 ноября 1945 года[5]
- Медаль «За боевые заслуги», 3 ноября 1944 года[6]
- Медаль «За оборону Ленинграда», 3 июля 1943 года[7][8][9]
- Медаль «За победу над Германией в Великой Отечественной войне 1941—1945 гг.»
- Знак «Отличник РККА», 1940 год